# Теорема о диагонали
Теорема о диагонали —  утверждение теории множеств о свойстве функции, значениями которой являются подмножества множества, содержащего её область определения.

## Формулировка
Пусть {\displaystyle A} — некоторое множество,  {\displaystyle F} — некоторая функция, имеющая область определения  {\displaystyle T}.
Если область определения {\displaystyle T} функции {\displaystyle F} содержится в {\displaystyle A}, а значениями функции {\displaystyle F} служат подмножества множества {\displaystyle A}, то множество
{\displaystyle Z={\mathcal {f}}t\in T;t\notin F(t){\mathcal {g}}},
(то есть {\displaystyle Z} - это множество всех элементов из {\displaystyle A}, для которых функция {\displaystyle F} определена и которые не принадлежат своему образу при {\displaystyle F}) не является значением функции {\displaystyle F} (то есть {\displaystyle F(a)\neq Z} для всех {\displaystyle a\in T}). 

## Доказательство
Предположим, что для некоторого {\displaystyle z\in A} справедливо {\displaystyle F(z)=Z}, так что {\displaystyle z\in T}. Тогда либо {\displaystyle z\in Z}, либо {\displaystyle z\notin Z}. Если {\displaystyle z\in Z=F(z)}, то {\displaystyle z} принадлежит своему образу и, следовательно, не принадлежит множеству {\displaystyle Z} - противоречие.
Предположим, наоборот, что {\displaystyle z\notin Z=F(z)}, тогда {\displaystyle z} не принадлежит своему образу и, следовательно, принадлежит множеству {\displaystyle Z}. Вновь противоречие, так что {\displaystyle Z} не есть образ при {\displaystyle F}.